# Keswick (South Norfolk)
Keswick – wieś w Anglii, w hrabstwie Norfolk, w dystrykcie South Norfolk. Leży 5 km na południowy zachód od Norwich i 154 km na północny wschód od Londynu.
W 2001 miejscowość liczyła 431 mieszkańców.